# Basilika La Merced (Guayaquil)

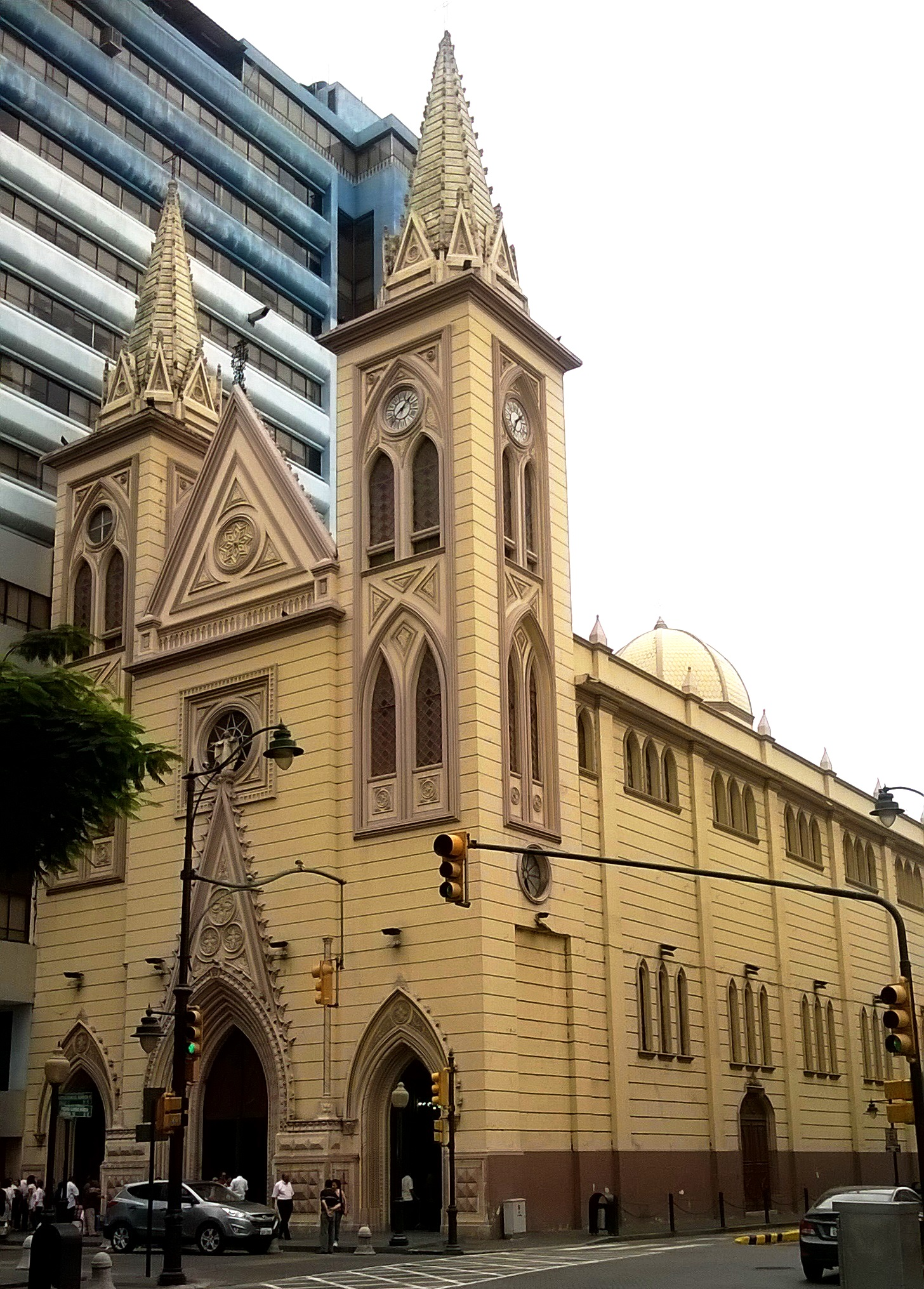
Fassade der Basilika

Die Basílica Nuestra Señora de la Merced (deutsch Basilika Unserer Lieben Frau der Barmherzigkeit) ist eine römisch-katholische Kirche in Guayaquil, der größten Stadt Ecuadors. Die Kirche des Erzbistums Guayaquil trägt den Titel einer Basilica minor.

## Geschichte

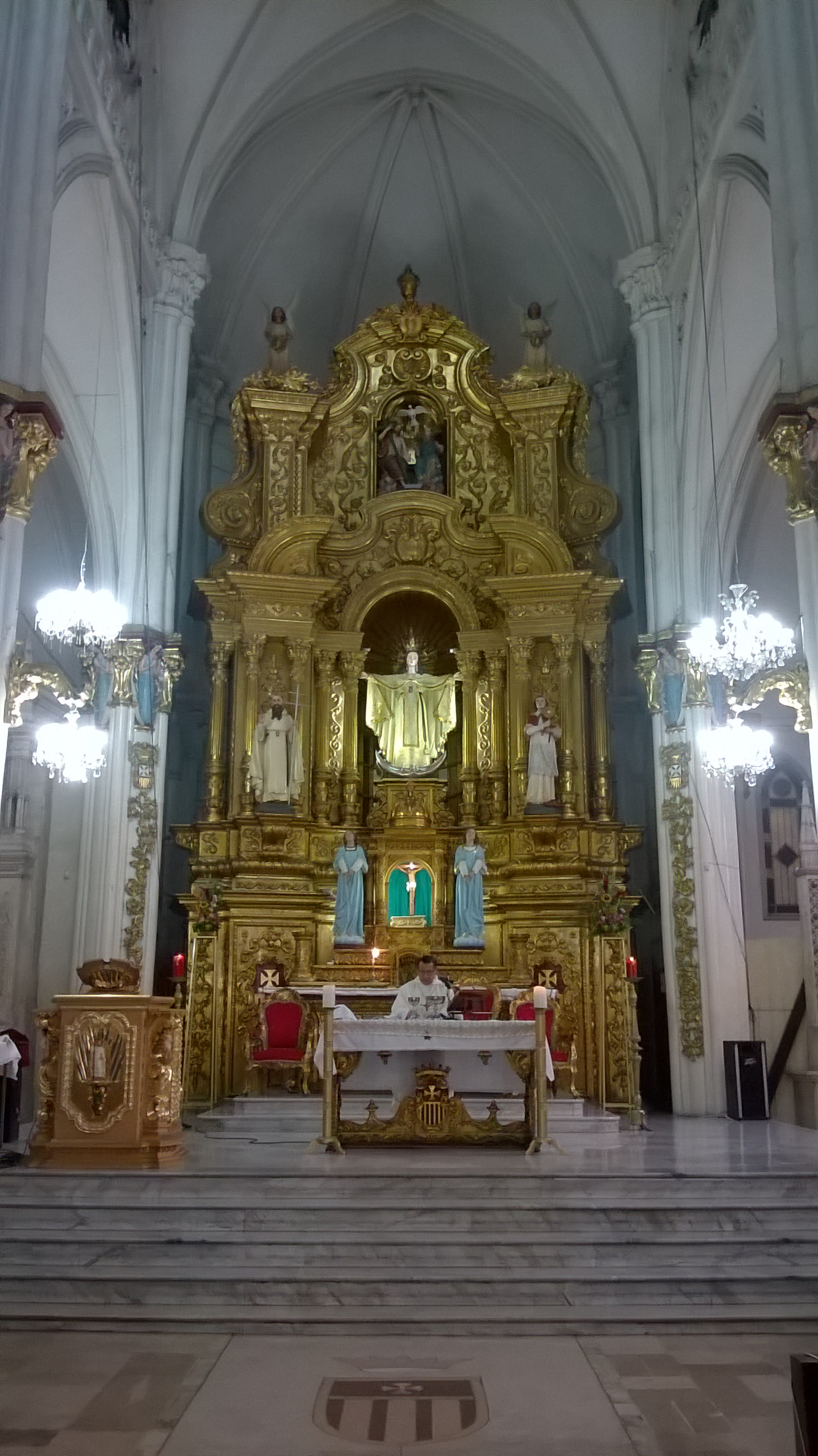
Innenraum der Basilika

Die erste Kirche mit dem Patrozinium Maria vom Loskauf der Gefangenen wurde vom Orden der Mercedarier errichtet, die in der Kolonialzeit als einer der ersten Orden nach Guayaquil kamen. Nach Neubauten an wechselnden Plätzen wurde am heutigen Standort 1787 die noch hölzerne Kirche von La Merced errichtet. Nach dem Abbruch 1927 wurde 1934 bis 1936 die heutige steinerne Kirche in einem neugotisch-byzantinischen Stil durch den italienischen Architekten Paolo Russo erbaut. 1962 wurde sie durch Papst Paul VI. zur Basilica minor erhoben. Heute ist die an einem kleinen Park gelegene Kirche von Hochhäusern umgeben. Nuestra Señora de La Merced ist die Schutzpatronin der Streitkräfte und der Bistümer an der ecuadorianischen Küste.

## Architektur
Die dreischiffige Kirche besitzt eine Doppelturmfassade mit einem dreieckigen Giebel über dem Mittelteil. Die drei Portale sind mit spitzbogigen Archivolten ausgestaltet. Der Innenraum ist neugotischen Stil als Pseudobasilika mit Rippengewölben ausgestaltet. Die Kapitelle sind mit Blumen und Engeln geschmückt. Oberhalb der Vierung wurde eine Spitzbogenkuppel über einem achteckige Tambour errichtet. In der Seite der Gewölbe befinden sich Rosetten mit Bleiverglasung zur Beleuchtung.
Der barocke Hochaltar in der Apsis ist in drei Etagen gegliedert, deren mittlere das Bild der Jungfrau der Barmherzigkeit trägt, die ein Gewand mit dem Kreuz der Tempelritter trägt. Das gesamte Porträt ist mit Blattgold bedeckt. Er ist weiterhin mit reichem Skulpturenschmuck und Säulen geschmückt.
Im linken Seitenschiff des Tempels befindet sich ein Bild der Jungfrau Maria mit einem jungen Mädchen, vermutlich von 1790. Eine Allegorie der Eucharistie stammt vom italienischen Bildhauer Enrico Pacciani.